# Ordre d'Isabelle II
Ne doit pas être confondu avec Ordre d'Isabelle la Catholique.

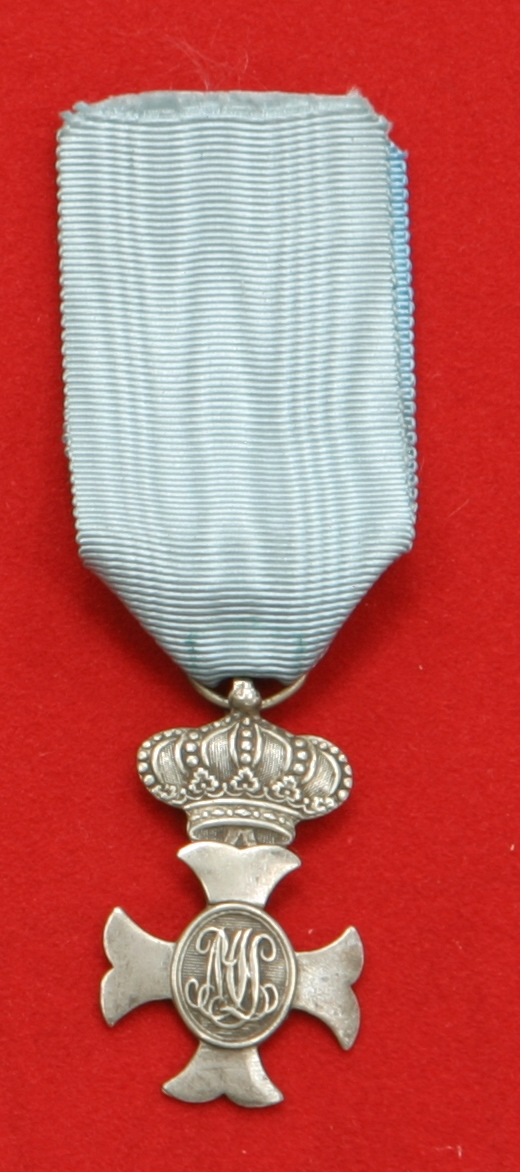
Médaille d'argent pour la troupe : un modèle pour la troupe et décernée aux légionnaires de la Division auxiliaire en Espagne de 1835 à 1838.

L'ordre d'Isabelle II fut institué le 19 juin 1833 par le roi Ferdinand VII, lorsqu'il fit prêter serment de fidélité à sa fille, l'infante Marie-Isabelle-Louise, comme héritière de la couronne.

## Historique
Il porta donc initialement le nom de l'infante, et prit le nom actuel lorsque cette princesse monta sur le trône sous le nom d'Isabelle II.
Cet ordre est décerné exclusivement à titre militaire. Il ne comporte qu'une seule classe.
La médaille est d'or pour les officiers, d'argent pour les soldats. Elle se porte à la boutonnière, attachée par un ruban bleu.
Cette décoration ne doit pas être confondue avec l'ordre d'Isabelle la Catholique, institué par Ferdinand VII le 24 mars 1815, dont le ruban est blanc liséré de jaune.